# Ashes to Ashes (chanson)
Pour les articles homonymes, voir Ashes to Ashes.
Singles de David Bowie
Alabama Song
(février 1980) Fashion
(octobre 1980)
Pistes de Scary Monsters (and Super Creeps)
Scary Monsters (and Super Creeps)
(3) Fashion
(5)
Ashes to Ashes est une chanson de David Bowie sortie en 1980 sur l'album Scary Monsters (and Super Creeps). Elle est également éditée en single et se classe no 1 des ventes au Royaume-Uni, notamment grâce à son clip novateur, réalisé par Bowie et David Mallet. Dans cette chanson, le Major Tom de  Space Oddity refait surface, et Ashes to Ashes se présente comme la suite du premier grand succès de Bowie paru onze ans plus tôt.

## Histoire

### Parution et accueil
Ashes to Ashes est publié en single le 8 août 1980. Il se classe no 4 des ventes au Royaume-Uni dès sa première semaine d'exploitation et atteint le sommet du hit-parade la semaine suivante. Il existe trois pochettes différentes du 45 tours, et les 100 000 premiers exemplaires contiennent également une planche de neuf timbres (sur les quatre existantes) à l'effigie du Bowie-Pierrot du clip. La face B, Move On, provient de son précédent album, Lodger, sorti en 1979. Aux États-Unis, la face B est It's No Game (No. 1), et en Allemagne, Alabama Song. Le single ne se classe pas dans le hit-parade aux États-Unis.

### Postérité
Le groupe Tears for Fears a repris ce titre (interprété à cette occasion par Roland Orzabal) au début des années 1990, à la demande du magazine anglais NME, qui avait alors le projet d'éditer une compilation (qui s'intitulera finalement Ruby Trax - The NME's Roaring Forty) regroupant des reprises de chansons ayant atteint le no1 au Royaume-Uni. Le Ashes to Ashes de Tears for Fears a été édité sur leur album Saturnine Martial and Lunatic en 1996.
L'artiste belge Sacha Toorop a repris Ashes to Ashes avec sa formation « Zop Hopop » (album Western, 2001).
Une reprise jazz a été faite par Bojan Z sur son album Xenophonia (2006).
Le groupe Northern Kings a aussi repris cette chanson sur son album Reborn (octobre 2007).
Le musicien britannique Mick Karn a lui aussi réalisé une reprise du titre[Quand ?].
Michael Stipe, le leader de R.E.M. a proposé une reprise, accompagné d'un piano et de la voix de Karen Elson en avril 2016, lors d'un hommage à Bowie à New York City

## Caractéristiques artistiques

### Musique et paroles
Le titre Ashes to Ashes provient d'une prière anglicane du Livre de la prière commune récitée lors des enterrements : « earth to earth, ashes to ashes, dust to dust » (« de la terre à la terre, de la cendre à la cendre, de la poussière à la poussière »).
Ashes to Ashes est une chanson mélancolique et introspective, dans laquelle Bowie revient sur son premier grand succès, Space Oddity (1969), à la fin de laquelle le Major Tom était perdu dans l'espace. Le texte commence ainsi : « Vous souvenez-vous de ce gars dans cette si ancienne chanson ? Nous avons entendu une rumeur du Ground Control, oh non, ne dites pas que c'est vrai. Ils ont reçu un message de l'« Action Man » : "Je suis heureux, j'espère que vous l'êtes aussi, j'ai aimé tout ce que j'avais besoin d'aimer, des détails sordides suivront" ». Le Major Tom, dépeint comme un astronaute perdu dans l'espace dans Space Oddity, est devenu dans Ashes to Ashes un simple drogué en plein délire : « We know Major Tom's a junkie » (« On sait que le Major Tom est un junkie »), dit le refrain. 
Dans une interview à NME peu après la sortie du single, Bowie déclara lui-même que la chanson était « une ode à l'enfance, en quelque sorte, une comptine populaire. Ça parle d'astronautes qui deviennent des junkies (rires) ».
Musicalement, Ashes to Ashes est remarquable pour ses sons de cordes synthétiques, en opposition totale avec la basse funk très rude, et ses arrangements vocaux complexes. Ses textures, semblables à celles d'un chœur, ont été créées par Chuck Hammer avec quatre guitares-synthétiseurs, chacune jouant des séquences d'accords inversés, soutenues par la voix de Bowie totalement impassible faisant les chœurs.

### Clip
Le clip de Ashes to Ashes coûte 250 000 dollars, ce qui en fait le clip le plus cher de tous les temps à sa sortie. Il inclut des scènes en couleurs solarisées et d'autres dans un noir et blanc austère, avec Bowie vêtu d'un costume de Pierrot conçu et réalisé par la costumière Natasha Korniloff et qui apparaît également sur la pochette de l'album Scary Monsters. Steve Strange et d'autres Blitz Kids londoniens y apparaissent également, préfigurant le mouvement des Nouveaux Romantiques, fortement influencé par la musique et l'image de Bowie.
Bowie décrit la scène où lui et les Blitz Kids s'avancent vers la caméra devant un bulldozer comme symbolisant « la violence qui approche ». Les scènes où Bowie apparaît dans une combinaison spatiale et celles le montrant enfermé dans une cellule capitonnée font références au Major Tom et à sa nouvelle interprétation par Bowie.
Les lecteurs du Record Mirror ont élu Ashes to Ashes et Fashion, le single suivant de Bowie, meilleurs clips de l'année 1980.

## Fiche technique

### Chansons
| 1. | Ashes to Ashes | 3:34 |
| 2. | Move On        | 3:16 |

| 1. | Space Oddity                    | 4:44 |
| 2. | Ashes to Ashes (Edited Version) | 3:35 |
| 3. | Ashes to Ashes                  | 4:24 |

### Interprètes
- David Bowie : chant, chœurs
- Chuck Hammer (en) : guitare-synthétiseur (en)
- Andy Clark (en) : synthétiseurs
- Roy Bittan : piano
- Carlos Alomar : guitare rythmique
- George Murray : basse
- Dennis Davis : batterie
- Tony Visconti : percussions[9]

### Équipe de production
- David Bowie : producteur
- Tony Visconti : producteur, ingénieur du son
- Larry Alexander, Jeff Hendrickson : ingénieurs du son[9]

### Classements
| Classement (1980-81)                   | Meilleure place | Année |
| -------------------------------------- | --------------- | ----- |
| Allemagne (Media Control AG)           | 9               | 1980  |
| Autriche (Ö3 Austria Top 40)           | 6               | 1980  |
| Belgique (Flandre Ultratop 50 Singles) | 15              | 1980  |
| France (SNEP)                          | 13              | 1980  |
| Irlande (IRMA)                         | 4               | 1980  |
| Norvège (VG-lista)                     | 3               | 1981  |
| Nouvelle-Zélande (RMNZ)                | 6               | 1980  |
| Pays-Bas (Single Top 100)              | 15              | 1980  |
| Pays-Bas (Nederlandse Top 40)          | 11              | 1980  |
| Royaume-Uni (UK Singles Chart)         | 1               | 1980  |
| Suède (Sverigetopplistan)              | 6               | 1980  |
| Suisse (Schweizer Hitparade)           | 11              | 1980  |